# The Memphis Blues
The Memphis Blues est une chanson de jazz composée par William Christopher Handy, décrite par son auteur comme étant un « Southern Rag ». Elle est publiée par W. C. Handy en septembre 1912. C'est l'une des toutes premières chansons de blues publiées. Elle est ensuite enregistrée par un grand nombre d'artistes.

## M. Crump
Sous-titrée « Mr. Crump », Memphis Blues serait basée sur une chanson de campagne écrite par Handy en 1909 pour Edward Crump, alors candidat pour la première fois à la mairie de Memphis dans le Tennessee. Handy revendique le mérite d'avoir écrit Mr. Crump, mais des musiciens de Memphis prétendent qu'elle aurait été écrite par son clarinettiste, Paul Wyer. De nombreux musicologues se demandent ce que Mr. Crump a en commun avec Memphis Blues, car les paroles, tirées d'une vieille chanson folklorique, Mama Don' low, ne correspondent guère à la mélodie de Memphis Blues,. Beaucoup pensent que Mr. Crump était probablement la même chanson que Mr. Crump Don't Like It, plus tard enregistrée par Frank Stokes des Beale Street Sheiks (série Paramont Race, septembre 1927).

## New York
Handy publie d'abord le morceau à compte d'auteur en tant qu'instrumental. Il s'agit d'une pièce pour piano en trois parties. Peu convaincu par le potentiel commercial du morceau, il le revend immédiatement, pour 50 dollars, à l'éditeur de musique Theron Bennett, qui l'emmène à Tin Pan Alley à New York pour tenter de le promouvoir. Handy affirmera plus tard qu'il lui a été volé. Quoi qu'il en soit, Bennett convainc George « Honey Boy » Evans de l’utiliser pour ses Honey Boy Minstrels. Bennett engage alors un auteur-compositeur professionnel, George A. Norton, pour y ajouter des paroles, et demande à son directeur, Edward V. Cupero, de l'arranger. Bennett la publie un an plus tard, mais la partition ne rencontre pas le succès}. La publication de 1913 de Bennett annonce être « fondée sur la mélodie de note bleue universelle de W. C. Handy ».

## Enregistrements
Ce n’est qu'en 1914, lorsque les groupes maison des labels Victor et Columbia enregistrent la chanson, respectivement le 15 juillet pour le Victor Military Band (Victor 17619) et le 24 juillet pour le Prince's Orchestra (Columbia A-5591), que Memphis Blues « commence à bien marcher ». Le 2 octobre 1914, Morton Harvey enregistre la première version chantée (Victor 17657, parue en 1915).

## Postérité
Memphis Blues est devenu important par son influence sur les débuts du jazz de deux façons. Tout d'abord, elle contient l’un des premiers riffs interpolés flottant devenu populaire. Elle est aussi réputée être à la base du premier foxtrot, quand James Reese Europe interpréta la pièce au piano en 1919, sur un tempo plus lent, pour les danseurs Vernon et Irene Castle.
En 2019, cette version, qualifiée d'« importante sur le plan culturel, historique ou esthétique », est sélectionnée pour être conservée dans le Registre national des enregistrements par la Bibliothèque du Congrès.

The Memphis Blues
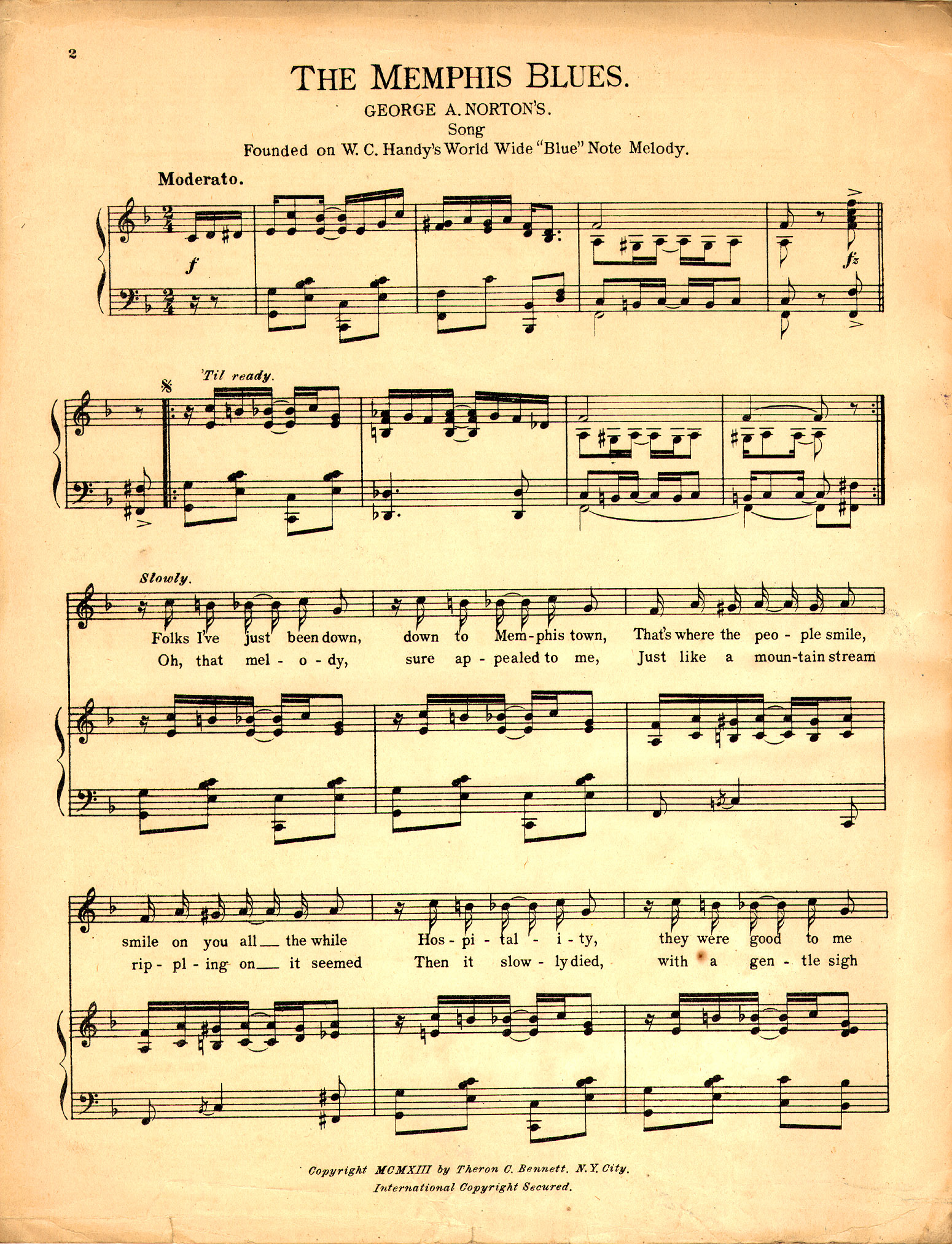
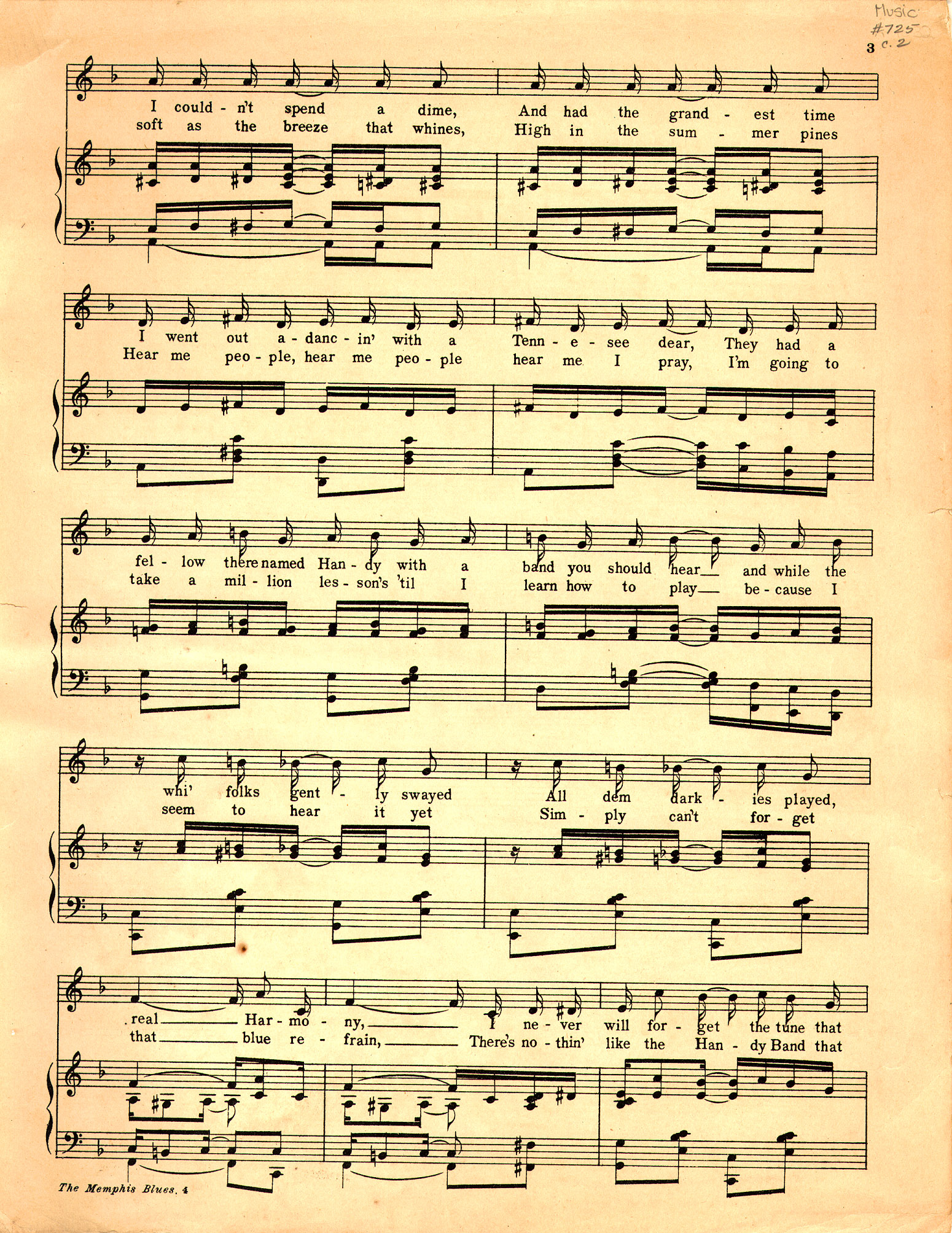
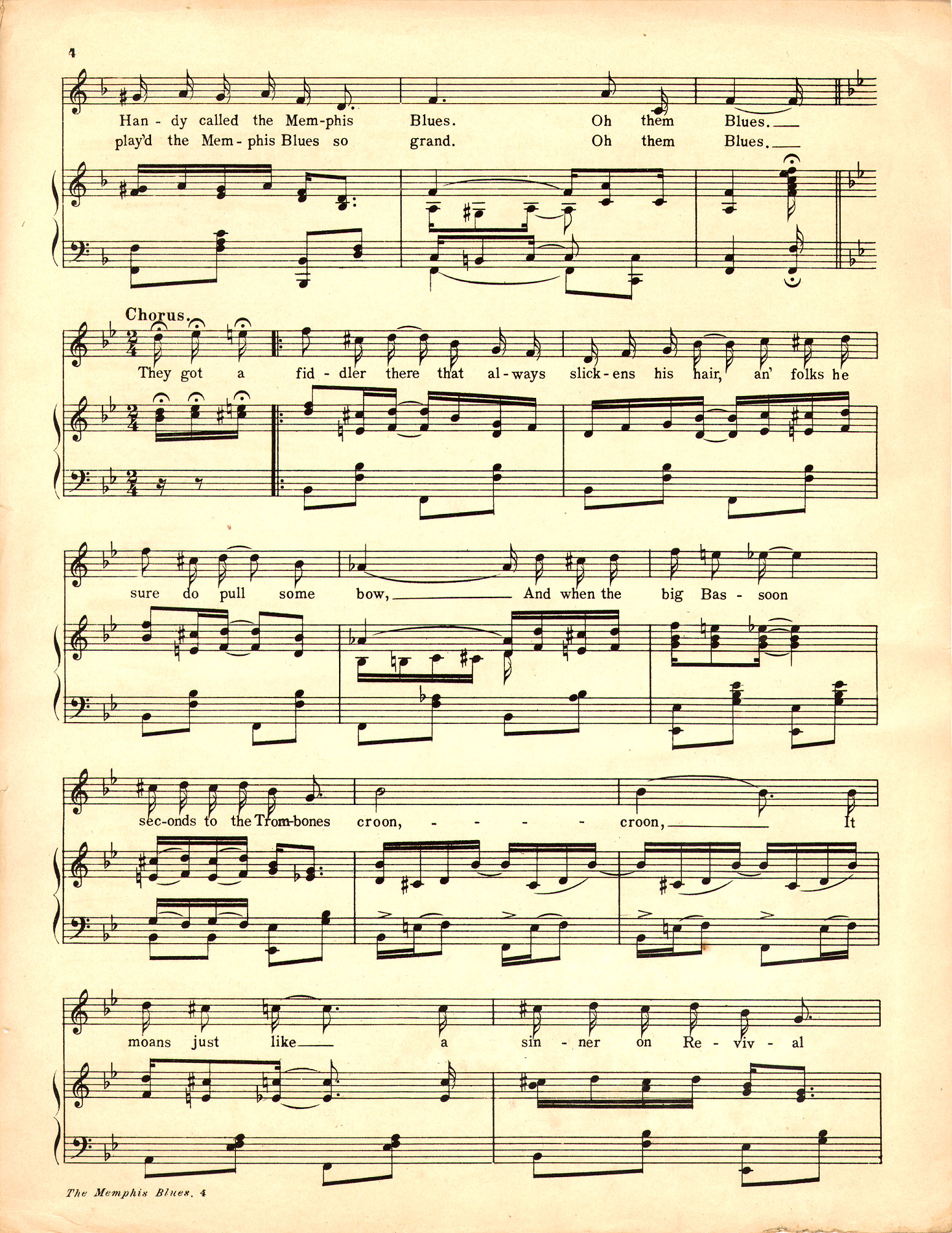
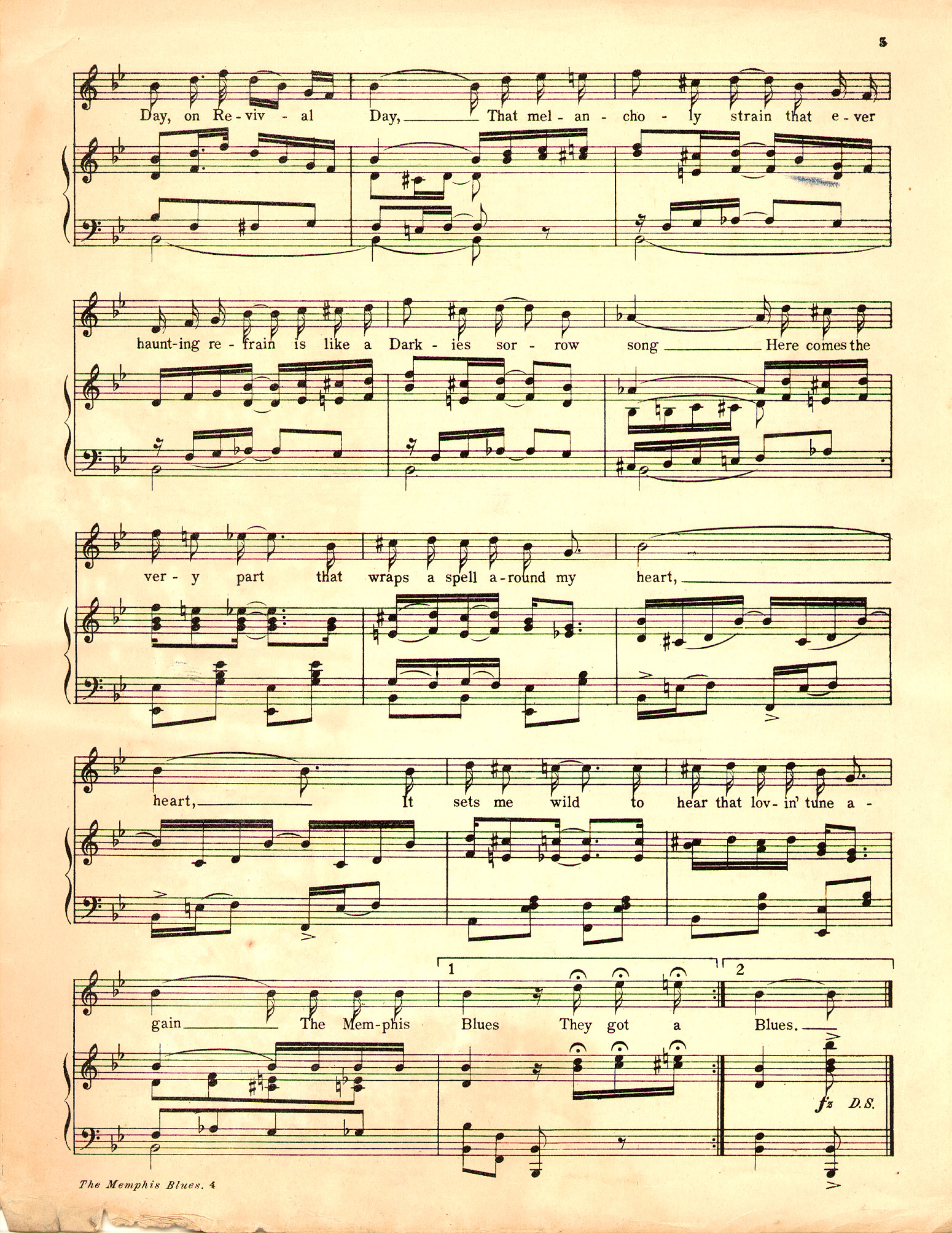

## Autres versions

### Reprises
Dans les années qui suivent, un grand nombre d'artistes reprend Memphis Blues.
Parmi les autres reprises de la chanson, on peut citer notamment :
- 1915 : Arthur Collins et Byron Harlan sur la face B du single Alabama Jubilee  (Columbia A 1721)
- 1921 : Esther Bigeou (Okeh 8026)
- 1923 :
  - Handy’s Orchestra (Okeh)
  - Isham Jones (Brunswick 2423)
- 1934 : Duke Ellington pour le film Ce n'est pas un péché avec Mae West[13].
- 1937 : Milton Brown and His Brownies (Decca 5382)
- 1941 : Bing Crosby dans le film Birth of the Blues[14]
- 1943 : Dinah Shore (HMV BD 1043)
- 1944 : Harry James (Columbia 36713 - enregistré en 1942)
- 1945 : Sidney Bechet & His New Orleans Rhythm Kings[15].
- 1946 : Cliff Jackson sur l'album Midnight Piano.
- 1947 : Kid Ory and His Creole Band, paru sur l'album The Green Room, Vol. 2  en 1992
- 1954 : Louis Armstrong pour l'album Louis Armstrong Plays W.C. Handy[16].
- 1956 : Merle Travis sur l'album The Merle Travis Guitar.
- 1958 : Eartha Kitt sur l'album St. Louis Blues.
- 1960 : Phil Napoleon sur l'album In the Land of Dixie.
- Jimmy Dorsey
- Memphis Slim[4]
- Booker T. and the M.G.'s
- Savoy Brown

### Dans la culture populaire
On peut entendre Memphis Blues dans différents films ou séries, notamment :
- 2005 : No Direction Home, documentaire de Martin Scorsese sur Bob Dylan (version de Phil Napoleon).
- 2010 : Belle Femme, neuvième épisode de la première saison de la série Boardwalk Empire, interprété par le Belgian Band Organ.

## Sources
- (en) Cet article est partiellement ou en totalité issu de l’article de Wikipédia en anglais intitulé « The Memphis Blues » (voir la liste des auteurs).